# Šuchovova věž
Šuchovova věž na Šabolovce v Moskvě (Rusko) je 160 m vysoká konstrukce nesoucí televizní a rozhlasový vysílač, sestává ze šesti na sebe posazených segmentů zborcených hyperboloidů. Vystavěna byla v letech 1920–1922. Původně měla být složena z 9 segmentů a vysoká 350 metrů, ale z důvodů úsporných opatření během občanské války musel Vladimir Šuchov projekt zredukovat.